# John Henry Clarke
John Henry Clarke (1853 - 1931) era um médico homeopata e escritor britânico. Também é conhecido pelo seu antissemitismo, expresso em livros onde se opõe ao lobby e grupos de pressão e influência dos judeus no Reino Unido.

## Obras
Homeopatia
- A Bird’s Eye View of the Organon
- A Dictionary of Domestic Medicine and Homeopathic Treatment
- Catarrh, Colds and Grippe
- Cholera, Diarrhea and Dysentery
- Clinical Repertory
- Clinical Repertory (Indian edition)
- Constitutional Medicine
- Dictionary of Practical Materia Medica, 3 volumes (British edition)
- Dictionary of Practical Materia Medica, 3 volumes (Indian edition)
- Diseases of Heart and Arteries
- Grand Characteristics of Materia Medica
- Gunpowder As A War Remedy
- Hahnemann and Paracelsus
- Homeopathy Explained
- Indigestion-Its Causes and Cure
- Non-Surgical Treatment of Diseases of Glands and Bones
- Prescriber
- Prescriber (Indian edition)
- Radium As An Internal Remedy
- The Revolution in Medicine
- The Therapeutics of Cancer
- Therapeutics of the Serpent Poisons
- Tumours
- Un Diccionario De Materia Médica Practica (3 volumes)
- Whooping Cough

Antissemitismo
- Call of the Sword

(London: Financial News, 1917)
- England Under the Heel of the Jew

(London: C. F. Roworth, 1918)
- The British Library has the following informative catalog entry on subsequent imprints of the above:

System number 001142406
Title England under the Heel of the Jew: a tale of two books
viz. “The Jews and Modern Capitalism,” by Werner Sombart, and
“A Thousand Million Pounds”
by W. E. Bleloch and A. E. O'Flaherty.
Arranged by the author of “The Call of the Sword” [John Henry Clarke].
Second edition.
Publisher: London: “The Britons”, 1921.
Physical descr. pp. 90 ; 8º.
Added name CLARKE, John Henry, Physician to the London Homeopathic Hospital.

Related item England under the Heel of the Jew: a tale of two books
viz. “The Jews and Modern Capitalism,” by Werner Sombart,
and “A Thousand Million Pounds,” by W. E. Bleloch and A. E. O'Flaherty.
Arranged by the author of “The Call of the Sword” [John Henry Clarke].
pp. 111. C. F. Roworth: London, 1918. 8º.

Related item Other edition available: England under the Heel of the Jew: a tale of two books
viz. “The Jews and Modern Capitalism,” by Werner Sombart,
and “A Thousand Million Pounds,” by W. E. Bleloch and A. E. O'Flaherty.
Arranged by the author of “The Call of the Sword” [John Henry Clarke].